# Vredefort

Vredefort é uma pequena localidade agrícola na Província do Estado Livre da África do Sul com produção de gado, amendoim, sorgo, girassol e milho.  Conta com 11.698 habitantes.
A localidade foi fundada em 1876 na Cratera de Vredefort, a maior cratera de impacto em todo o mundo (com um diâmetro de 300 km). Foi este meteoro de aproximadamente 10 km de diâmetro que levou à formação das rochas auríferas do Estado Livre, há cerca de 2.020 milhões de anos. O nome Vredefort foi-lhe dado após a resuloção pacífica de uma situação que quase levou à guerra entre o Transvaal e o Estado Livre de Orange. Os britânicos construíram aqui um campo de concentração durante a Segunda Guerra dos Boers para acantonar crianças e mulheres boeres.
| Imagem: Cratera de Vredefort | Vredefort está localizada dentro do sítio "Cratera de Vredefort", Património Mundial da UNESCO. |  |